# 肯普頓 (伊利諾伊州)
肯普頓（英語：Kempton）是位於美國伊利諾伊州福特縣的一個村落。

## 地理
肯普頓的座標為40°56′08″N 88°14′15″W / 40.93556°N 88.23750°W，而該地最高點為海拔高度225米（即738英尺）。

## 人口
根據2010年美國人口普查的數據，肯普頓的面積為0.55平方千米，當中陸地面積為0.55平方千米，而水域面積為0.00平方千米。當地共有人口231人，而人口密度為每平方千米420人。